# Ігумнов Костянтин Миколайович
Костянти́н Микола́йович Ігумнов (*19 квітня (1 травня) 1873, Лебедянь Тамбовської губернії, нині Липецької області Росії — †24 березня 1948, Москва) — російський піаніст, педагог. Доктор мистецтвознавства. Народний артист СРСР (1946).

## Біографія
Народився в сім'ї купця. Молодший брат санітарного лікаря та поета Сергія Ігумнова.
Перші уроки музики брав у своєї домашньої вчительки — пані Мейєр. У спогадах Костянтин Ігумнов писав:
| «Лебедянь — це дуже важливий період у моєму житті, період, який заклав основи подальшого мого розвитку та залишив відбиток на моїх смаках і уявленнях». |
Перші музичні успіхи сина спонукали батьків відправити 14-річного Костянтина на навчання в Москву. Навчався в Першій московській класичній гімназії. Від 1887 року, паралельно з навчанням у гімназії, брав приватні уроки гри на фортепіано в знаменитого педагога Миколи Звєрєва (тоді ж у нього навчалися Сергій Рахманінов і Олександр Скрябін).
1888 року вступив вільним слухачем у Московську консерваторію в клас Олександра Зілоті, потім Павла Пабста. Одночасно брав уроки поліфонії у Сергія Танєєва, пробував сили в композиції.
1892 року вступив у Московський університет — спочатку на юридичний, потім на історико-філологічний факультет.
1894 року із золотою медаллю закінчив Московську консерваторію. Того ж року дебютував як соліст.
1895 року брав участь у Міжнародному конкурсі піаністів імені Антона Рубінштейна в Берліні, де його гру відзначили похвальним відгуком. Надалі постійно концертував, переважно в Москві, давав приватні уроки гри на фортепіано, був одним із найпопулярніших у Москві педагогів.
1898 року прийняв запрошення стати викладачем Тифліського відділення Імператорського російського музичного товариства. Від 1899 року — професор Московської консерваторії.
Після встановлення радянської влади увійшов до складу Музичної ради при Народному комісаріаті освіти (концертний підвідділ). З участю Ігумнова відбувалася реформа музичної освіти, зокрема, в консерваторії було створено курси естетики, історії культури, історії літератури, введено клас камерного ансамблю.
Від 1919 року — постійний член навчально-художенього комітету Московської консерваторії. А навесні 1924 року Ігумнова на п'ять років обрали директором консерваторії.
Неодноразово виступав із концертами в Україні.
Останній концерт дав у Великому залі Московської консерваторії 3 грудня 1947 року — за декілька місяців до смерті.

## Творчість
У концертному репертуарі піаніста 1930-х років — серія монографічних концертів: Бетховен, Ліст, Шопен, Чайковський, Рахманінов (Ігумнов першим у Росії виконав Рапсодію на тему Паганіні, 1939), Метнер, Танєєв. Особливо часто Ігумнов грав як соліст і ансамбліст твори Чайковського, був їх неперевершеним інтерпретатором.
За відгуками сучасників, піанізм Ігумнова був позбавлений крайнощів: для нього типовими були дещо приглушена динаміка, м'яке туше, співучий, оксамитовий звук, шляхетність інтерпретації.
Ігумнов не уявляв собі музику поза людськими переживаннями:
| «Необхідно, щоб виконуваний твір знаходив певний відгук в особистості виконавця… Не можна сказати, щоб я обов'язково уявляв собі програму твору… Це тільки якісь думки, почуття, зіставлення, які ти хочеш передати за допомогою виконання». |
Такі засоби, які активізують визрівання виконавського задуму, Ігумнов називав робочими гіпотезами, які згодом стають складовими виконавської інтерпретації.
Засновник однієї з піаністичних шкіл. Серед учнів — Лев Оборін, Анатолій Александров, Яків Флієр, Арно Бабаджанян, Лев Вайнтрауб.

## Премії, нагороди
- 1946 — Сталінська премія.
- Нагороджено орденом Леніна (1945), орденом Трудового Червоного Прапора.